# Jean de Lorena
Jean de Lorena (Bar-le-Duc, 9 d'abril de 1498 - Neuvy-sur-Loire, 18 de maig de 1550) va ser un cardenal francès, que va ser arquebisbe de Reims, Lió i Narbona, bisbe de Metz, Toul, Verdun, Thérouanne, Luçon, Albi, Valença, Nantes i Agen. Se'l coneix com el cardenal de Lorena.

## Biografia
Jean era el fill de Renat II, duc de Lorena, i germà petit d'Antoni, duc de Lorena i de Claudi, duc de Guisa.
Se'l considera un governant corrupte que abans de morir va dilapidar la major part de la riquesa que havia obtingut de les arques dels bisbats que administrava. Va abandonar diversos poders eclesiàstics en favor dels seus nebots. Es va convertir en membre del Consell

Armes de Jean de Lorena.

Reial el 1530, va participar en el Conclave de 1534 on es va escollir Pau III com a Papa. i el 1536 se'l va nomenar ambaixador a la cort de Carles V, emperador del Sacre Imperi. Malgrat l'ajuda aportada al rei Francesc I de França, va caure en desgràcia el 1542, i es va retirar a Roma.
Era força llibertí i també un gran amant les arts, va esser patró d'artistes i va fomentar l'aprenentatge, era protector i amic d'Erasme, Marot i François Rabelais que va ajudar a disminuir la impopularitat generalitzada cap al seu germà, el duc de Guisa.